# Fieberiella macchiae
Fieberiella macchiae är en insektsart som beskrevs av Rauno E. Linnavuori 1962. Fieberiella macchiae ingår i släktet Fieberiella och familjen dvärgstritar. Inga underarter finns listade i Catalogue of Life.